# Grube Nikolaus
Die Grube Nikolaus ist eine ehemalige Buntmetallerz-Grube des Bensberger Erzreviers.  Das Gelände ist ein Ortsteil von Marialinden in der Stadt Overath im Rheinisch-Bergischen Kreis in Nordrhein-Westfalen, Deutschland.

## Lage und Beschreibung
Der Ortsteil Grube Nikolaus mit wenigen Einzelhäusern liegt steil aufsteigend im oberen Naafbachtal direkt an der Landesstraße 312, die das Zentrum Overaths mit Much verbindet. Er schließt an die Ortsteile Fischermühle und Niedergrützenbach an und zählt naturräumlich zum Marialinder Riedelland. In den Feuchtgebieten leben seltene Tiere und Pflanzen. Von dem aufgelassenen Bergwerk Grube Nikolaus ist heute außer einem alten Fachwerkgebäude kaum etwas erhalten. Fachleute mögen besondere mineralische Spuren einordnen können, die auf frühere Bergwerks-Tätigkeiten hindeuten.

## Geschichte

### Der Bergbau

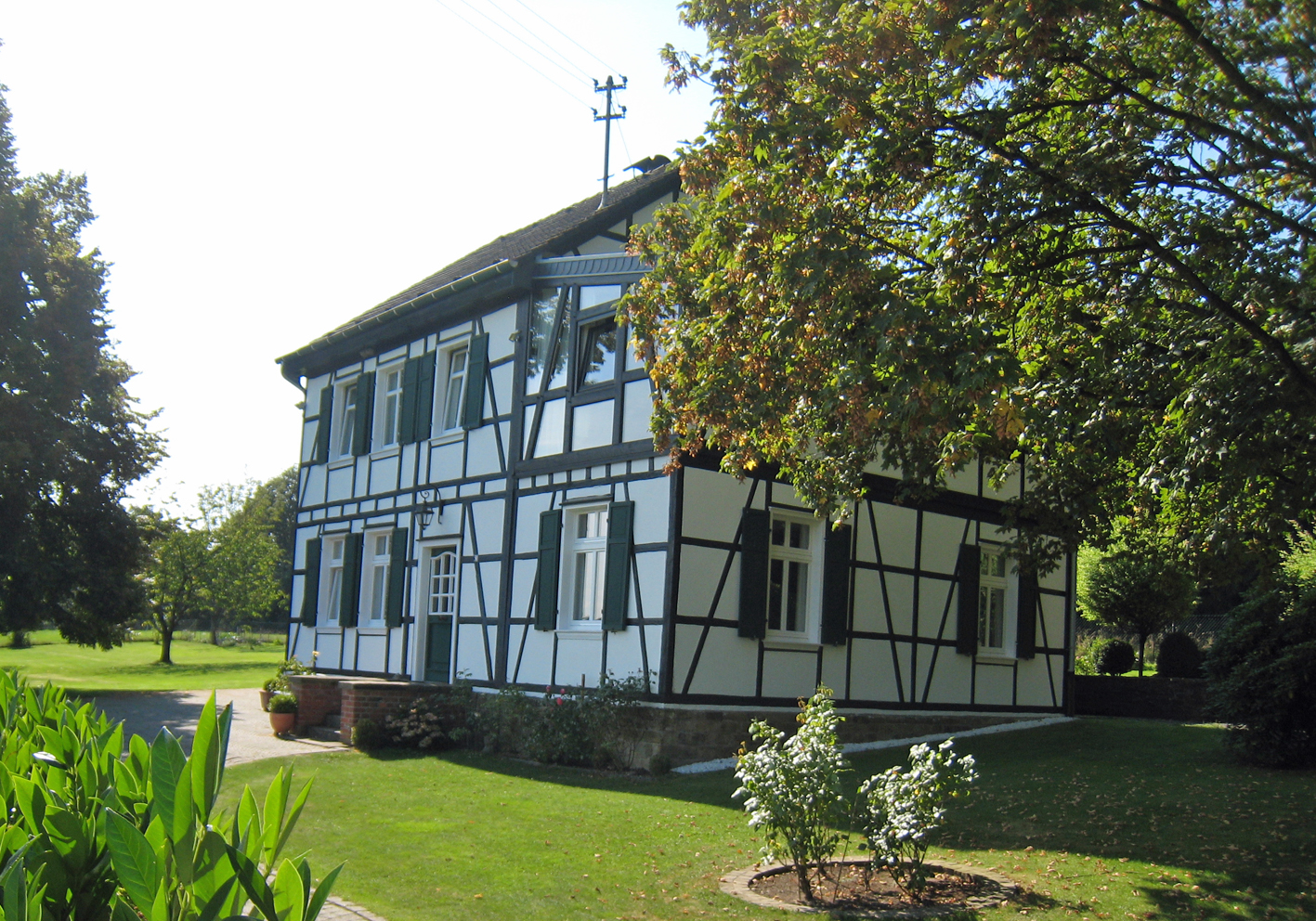
Grube Nikolaus Nr. 5

Zu Beginn des 19. Jahrhunderts wurde es technisch möglich, Zinkerz in hochwertiges Metall zu verwandeln. Als Folge davon entstand im gesamten Erzrevier Bensberg in der Mitte des 19. Jahrhunderts ein wahrer Zinkrausch. Überall forschte man nach entsprechenden Lagerstätten und fand eine solche in der Umgebung von Fischermühle. Das führte 1854 zu der Mutung Louis, die am 18. April 1858 als Grube Nikolaus verliehen wurde. Gebaut wurde auf dem Onyx-Gang der Grube Phönix, der sich weiter nach Süden fortsetzte. Man erreichte ihn zunächst über einen 150 m langen Stollen, der im Naafbachtal ansetzte. Zusätzlich wurde weiter nördlich ein Förderschacht niedergebracht. Er hatte zuletzt eine Teufe von ca. 270 m unter dem Talniveau des Naafbaches mit neun Tiefbausohlen. 1879 wurde die Grube Nikolaus mit der Grube Phönix zur Grube Nikolaus-Phönix konsolidiert. Der gesamte Betrieb wurde 1911 geschlossen. 200 Bergleute verloren damit ihre Beschäftigung, ein herber Schlag für die ländliche Gegend.

### Die Ortsgeschichte
Der Wohnplatz ist ab der Preußischen Neuaufnahme von 1896 auf Messtischblättern als Grube Nicolaus mit mehreren Gebäuden und einem Bergwerkssymbol verzeichnet. Ab der Ausgabe 1957 wechselte die Schreibweise zu Grube Nikolaus, in der Folgeausgaben werden der Status als aufgelassenes Bergwerk und die zuvor abgebauten Erze mit der Beschriftung ehem. Grube Nikolaus Blei Zink verdeutlicht. 
Im Gemeindelexikon für die Provinz Rheinland von 1896 werden für den Wohnplatz Grube Nikolaus drei Wohnhäuser mit 24 Einwohnern angegeben. Der Ort gehörte zu dieser Zeit konfessionell zum katholischen Kirchspiel Marialinden, 1905 werden drei Wohnhäuser und 38 Einwohner angegeben.

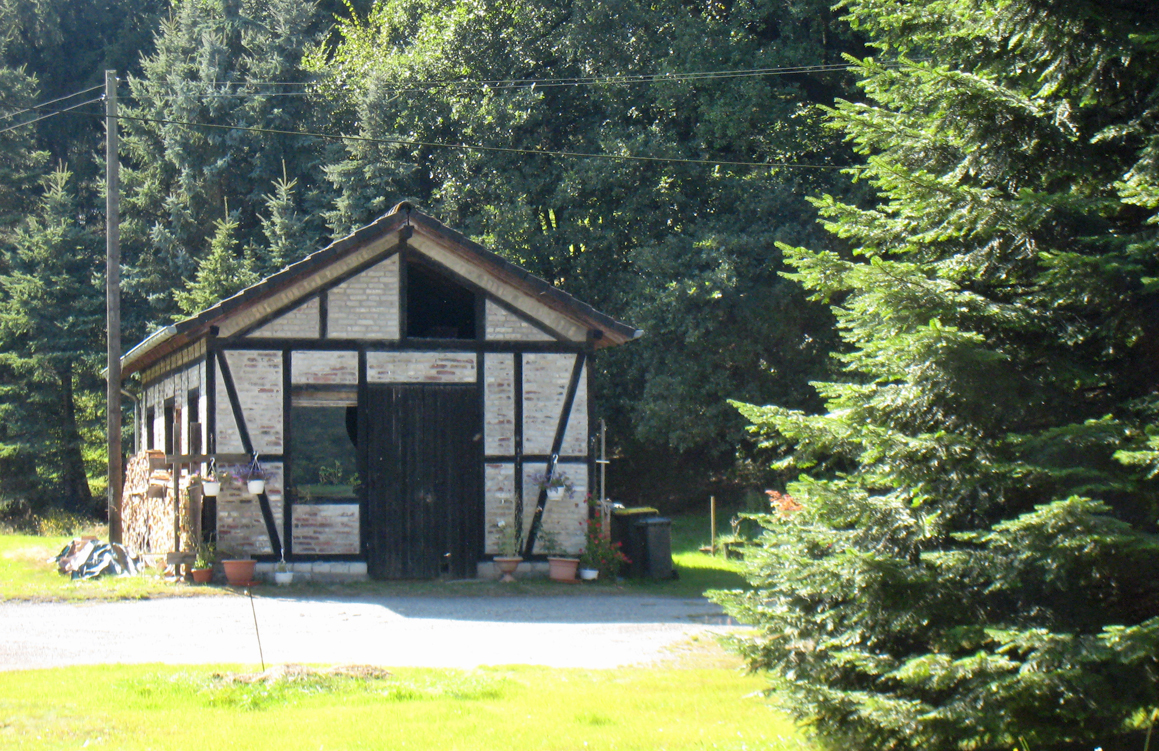
Altes Aufbereitungsgebäude der Grube Nikolaus

Ein Hausnummerierungskataster von 1907 registriert für Grube Nikolaus  fünf Häuser in Eigentum der Altenberggesellschaft.  Ein Gebäude  beherbergte danach das Aufbereitungsbüro der Bergwerksgesellschaft, für die anderen Häuser werden als Bewohner angegeben: Friedrich Ansorge, Johann Hoffstadt, Andreas Ludwig und Peter Pollerhof.